# Comitatul Hont
Comitatul Hont, cunoscut și ca Varmeghia Hont (în maghiară Hont vármegye, în germană Komitat Hont / Honter Gespanschaft, în latină Comitatus Honthensis, în slovacă Hontianska župa), a fost o unitate administrativă a Regatului Ungariei din secolul al XV-lea și până în 1920. În anul 1920, prin Tratatul de la Trianon, teritoriul acestui comitat a fost împărțit între Slovacia și Ungaria. Teritoriul său se află actualmente în sudul Slovaciei (3/4) și în nordul Ungariei (1/4). Capitala comitatului a fost orașul Šahy (în maghiară Ipolyság, în germană Eipelschlag, în slovacă Ipolské Šiahy (până în 1927)).
În prezent, teritoriul corespondent din Slovacia este denumit neoficial regiunea Hont.

## Geografie
Comitatul Hont se învecina la nord cu Comitatul Zólyom (Zvolen), la vest cu Comitatul Bars (Tekov), la sud cu comitatele Esztergom și Pest-Pilis-Solt-Kiskun și la est cu Comitatul Nógrád (Novohrad). Teritoriul comitatului era situat între Banská Štiavnica și fluviul Dunărea, dar porțiunea din jurul orașului Krupina a fost alipit abia la sfârșitul secolului al XIX-lea. Râurile Krupinica și Ipeľ erau râurile centrale care curgeau pe teritoriul comitatului. Suprafața comitatului în 1910 era de 2.633 km², incluzând suprafețele de apă.

## Istorie
Comitatul Hont a fost întemeiat în secolul al XI-lea prin separarea din comitatul Nógrád. În jurul anului 1300, teritoriul Malohont (în maghiară Kishont) a fost alipit acestui comitat, dar a primit un statut special. În 1802, Malohont a devenit parte a comitatului Gemer-Malohont. Capitalele comitatului au fost Castelul Hont împreună cu Ipeľské Predmostie, apoi din secolul al XVI-lea nu a existat o capitală permanentă, iar în sfârșit de la începutul secolului al XIX-lea capitala a fost orașul Šahy (în maghiară Ipolyság).
În perioada 1552-1685, o mare parte din teritoriul comitatului a făcut parte din Imperiul Otoman și a aparținut de unitatea administrativă denumită sangeacul Nógrád. Modificări ale graniței nordice a comitatului au avut loc în 1802 (când a fost alipit teritoriul Malohont) și apoi la sfârșitul secolului al XIX-lea (când a fost alipită comitatului porțiunea din jurul orașului Krupina).
La sfârșitul Primului Război Mondial, majoritatea teritoriului comitatului Hont a devenit parte componentă a noului stat Cehoslovacia, aceste modificări de granițe fiind recunoscute prin Tratatul de la Trianon (1920). O mică parte a comitatului (circa 1/4), situată la sud-est de râul Ipeľ, a rămas în Ungaria. În Cehoslovacia, comitatul a continuat să existe sub denumirea de comitatul Hont (Hontianska župa). În 1923, el a devenit parte a comitatului slovac Zvolen. În 1928, a fost inclus în nou-creata Țară Slovacă (Slovenská krajina/zem). 
Ca urmare a prevederilor controversatului Prim Arbitraj de la Viena, partea sudică a regiunii cehoslovace Hont a devenit parte a Ungariei în noiembrie 1938. Partea nordică a devenit parte a nou-înființatului comitat Hron (1940–1945) al Slovaciei. După cel de-al doilea război mondial, granițele stabilite prin Tratatul de la Trianon au fost restaurate, iar regiunea a revenit iarăși Cehoslovaciei. 
În 1949, teritoriul cehoslovac al fostului comitat a fost inclus în nou-înființatele regiuni Nitra și Banská Bystrica ale Cehoslovaciei. În 1960, a devenit parte a regiunii Slovacă Vestică și a regiunii Slovacă Centrală. În 1993, Cehoslovacia s-a divizat, teritoriul fostului comitat Hont a devenit parte a Slovaciei, iar din 1996 această porțiune s-au divizat în regiunile Nitra și Banská Bystrica.
Teritoriul ungar al fostului comitat Hont a fost unit cu partea ungară a comitatului Nógrád pentru a forma comitatul Nógrád-Hont. În perioada 1939-1945 el a fost unit cu părțile ocupate ale fostelor comitate Bars și Hont pentru a forma comitatul Bars-Hont (cu capitala la Levice). Începând din 1950 partea ungară a comitatului Hont este divizată între actualele județe ungare Pesta și Nógrád.

## Demografie
În 1910, populația comitatului era de 132.441 locuitori, dintre care: 
- Maghiari -- 73.215 (55,28%)
- Slovaci -- 51.522 (38,90%)
- Germani -- 6.417 (4,84%)

## Subdiviziuni

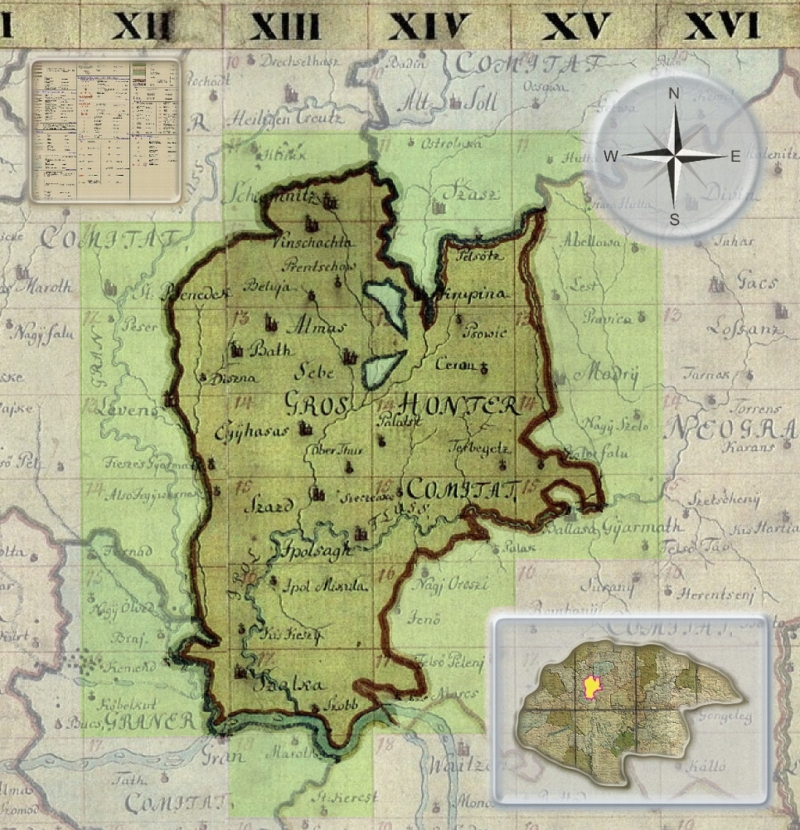
Harta comitatului Hont, 1782-1785

Până în 1802, comitatul era format din 3 processus-uri (în slovacă slúžnovské okresy; un fel de districte conduse de "iudices nobilium") plus districtul Malohont. În 1802, când Malohont a fost scos, comitatul a fost divizat în patru processus-uri noi.
La începutul secolului al XX-lea, subdiviziunile comitatului Hont erau următoarele:
| Districte (járás)                                        | Districte (járás)    |
| District                                                 | Capitală             |
| -------------------------------------------------------- | -------------------- |
| Bát                                                      | Bát --- Bátovce      |
| Ipolynyék                                                | Ipolynyék --- Vinica |
| Ipolyság                                                 | Ipolyság --- Šahy    |
| Korpona                                                  | Korpona --- Krupina  |
| Szob                                                     | Szob                 |
| Vámosmikola                                              | Vámosmikola          |
| Comitate urbane (törvényhatósági jogú város)             |                      |
| Selmec- és Bélabánya --- Banská Štiavnica și Banská Belá |                      |
| Districte urbane (rendezett tanácsú város)               |                      |
| Korpona --- Krupina                                      |                      |

Orașele Vámosmikola și Szob se află în prezent în Ungaria; celelalte orașe sus-menționate sunt în Slovacia.